# Zaljev Mamga
Zaljev Mamga (rus. Бухта Мамга) je zaljev u Tuguro-Čumikanskom okrugu u Habarovskom kraju, u Rusiji.
Beluga kitovi se često viđaju u zaljevu.

## Geografija
Zaljev Mamga je mali zaljev smješten na sjeverozapadnoj strani Tugurskog zaljeva, u sjeverozapadnom dijelu Ohotskog mora. Zaljev je otvoren prema jugu, a sa zapada u njega utječe rječica Mamga.

## Povijest
New London i Hawaiian kitolovske škune zimovale su u zaljevu Mamga od 1856. do 1862. Nazvali su je Caroline Harbour, po škuni Caroline (106 tona), koja je prva tamo prezimila 1856.–1857. Četveročlana posada koja je ostala s njom umrla je od skorbuta Ove su škune djelovale kao tenderi za barkove, koji su rano ljeto poslali posade brodova s namirnicama u potragu za grenlandskim kitovima sa škunama prije nego što su brodovi uspjeli probiti svoj put kroz led do Tugurskog zaljeva.
U ljeto 1862. Rusko-američka kompanija (RAC) uspostavila je kitolovsku stanicu na vrhu poluotoka koji čini istočnu stranu zaljeva. Pod zapovjedništvom kapetana Elfsberga iz Carske mornarice, dvije škune Ayan i Caroline su između 1863. i 1865. nabavile 2.700 bbl kitovog ulja i 31.000 lbs kitove kosti. Godine 1865. postaja i jedna od škuna, Caroline, prodane su Ottu Wilhelmu Lindholmu, koji je upravljao drugom postajom na vrhu zaljeva Tugur. S Caroline i još jednom škunom, Hannah Rice (160 tona), kupljenom sljedeće godine, Lindholm je krstario u potrazi za grenlandskim kitovima u Tugurskom zaljevu te u susjednim uvalama i zaljevima.
Kitovi su dotegljeni do postaje, gdje su na plaži očišćeni od kože, a njihova je mast pretočena u ulje. Unajmljeni brod iz Nikolajevska ukrcao je ulje i kosti na kraju sezone i odvezao ga u Honolulu ili San Francisco. Lindholm i njegovi ljudi prezimili su u kućama koje je RAC napustio, dok su škune izvučene na obalu rijeke na ušću rijeke Mamga kako bi ih zaštitili od oštećenja ledom. Godine 1870. i 1871. skinuo je dvije kuće s broda i ukrcao ih na jednu od svojih škuna te otplovio u Nakhodku na zimu, ostavljajući podređene da zapovijedaju postajom. Lindholm je posljednji put spomenuo korištenje postaje za kitolov 1876., kada je poslao svoj parobrod Sibir da tamo pokupi ulov, ali Sibir ju je ponovno posjetio 1879. i 1883.
Američki kitolovci posjetili su Mamgu kako bi prodali robu i popravili štetu od leda.